# Skimateriaal
Hieronder staat een overzicht van verschillende uitrustingsonderdelen die bij de verschillende skidisciplines gebruikt worden.

## Alpineskiuitrusting
(ook voor borstelskiën, freestyle, snowblading en speed-skiing (en zandskiën))
- Helm
- Ski's en stokken
- Schoenen en bindingen
- Kleding
- Veiligheidsuitrusting
- Bijzondere uitrustingen voor gehandicapten

## Snowboarduitrusting
- Boards
- Schoenen en bindingen
- Kleding
- Veiligheidsuitrusting
- Helm

## Langlaufuitrusting
(ook voor Biatlon)
- Ski's en stokken
- Schoenen en bindingen
- Kleding
- Veiligheidsuitrusting
- Bijzondere uitrustingen voor biatlon

## Telemark
(ook voor skialpinisme)
- Ski's en stokken
- Schoenen en bindingen
- Kleding
- Veiligheidsuitrusting

## Schansspringen
- Ski's
- Schoenen en bindingen
- Kleding
- Veiligheidsuitrusting

## Grasskiuitrusting
- Ski's en stokken
- Schoenen en bindingen
- Kleding
- Veiligheidsuitrusting